# Suzana Grubješić
Suzana Grubješić, cyr. Сузана Грубјешић (ur. 29 stycznia 1963 w Somborze) – serbska menedżer i polityk, w latach 2012–2013 wicepremier.

## Życiorys
Ukończyła studia na Wydziale Nauk Politycznych Uniwersytetu w Belgradzie. Pracowała w przedsiębiorstwie turystycznym w Puli, następnie jako główny menedżer na Cyprze, od 1996 do 1997 była kierownikiem projektu Ruchu Europejskiego w Serbii. Była jednym z założycieli grupy eksperckiej G17 Plus, pracowała w tej organizacji, a po jej przekształceniu w partię polityczną była dyrektorem partii. W 2008 wybrana na jej wiceprzewodniczącą. W 2003 wybrana na posłankę do Zgromadzenia Narodowego, reelekcję uzyskiwała w 2007, 2008 i 2012. W lipcu 2012 samym roku z rekomendacji współtworzonych przez G17 Plus Zjednoczonych Regionów Serbii weszła w skład koalicyjnego rządu Ivicy Dačicia jako wicepremier. Sprawowała ten urząd do czasu usunięcia jej ugrupowania z koalicji we wrześniu 2013.